# Trent Sainsbury
Trent Sainsbury, (Perth, 5 de janeiro de 1992) é um futebolista australiano que atua como zagueiro. Atualmente, joga pelo Al-Wakrah.

## Carreira
Sainsbury integrou o elenco da Seleção Australiana de Futebol, campeão da Copa da Ásia de 2015.

## Títulos
Clubes
Central Coast Mariners
- A-League Premiership: 2011–12
- A-League Championship: 2012–13

PEC Zwolle
- KNVB Cup: 2013–14
- Supercopa dos Países Baixos: 2014

Austrália
- Copa da Ásia: 2015
- Campeonato Sub-16: 2008

Individual
- Medalha Central Coast Mariners: 2012–13
- PFA A-League Time da Temporada: 2012–13
- Copa da Ásia 2015 Homem do Jogo: Final vs. Coréia do Sul
- Copa da Ásia Time do Torneio: 2015